# Batu Godang
Batu Godang is een bestuurslaag in het regentschap Tapanuli Selatan van de provincie Noord-Sumatra, Indonesië. Batu Godang telt 2392 inwoners (volkstelling 2010).